# Гурарий, Самарий Михайлович
Самарий Михайлович (Михоэл-Лейбович) Гура́рий (1916 — 1998) — советский фотограф, заслуженный работник культуры РСФСР.

## Биография
Родился 1 ноября 1916 года в Кременчуге (ныне Полтавская область, Украина) в семье Михоэла-Лейба Гурария (1881—1925). С 1921 года жил в Москве.
В начале тридцатых годов учился фотографии в отделе иллюстраций газеты «Известия».
С 1934 года — профессиональный фотокорреспондент. Член ВКП(б) с 1942 года. 
В годы Великой Отечественной войны был фронтовым фотокорреспондентом «Известий». 
Снимал на многих фронтах, также ему довелось снимать такие исторические события, как Парад на Красной площади 7 ноября 1941 года, Ялтинскую и Потсдамскую конференции, Парад Победы в Москве 24 июня 1945 года.
С 1946 работал в издательстве и на профсоюзные журналы, с 1956 сотрудничал в газете «Труд».
Снимал Ю. А. Гагарина, руководителей советского государства и пр.
Умер 7 декабря 1998 года в Нью-Йорке, где жил последние годы. Похоронен в Москве на Востряковском кладбище.

## Награды и признание
- заслуженный работник культуры РСФСР.
- орден Красной Звезды (19.2.1943)
- орден Отечественной войны II степени (6.4.1985);
- орден «Знак Почёта».
- медали